# Labdia
Labdia ist eine artenreiche Gattung von Schmetterlingen aus der Familie der Prachtfalter (Cosmopterigidae).

## Merkmale
Der Kopf der Falter ist glatt beschuppt. Die Fühler sind 3/4 bis 4/5 so lang wie die Vorderflügel. Die Labialpalpen sind zylindrisch und bogenförmig gekrümmt. Das dritte Segment ist stark nach oben gebogen und reicht häufig über den Kopf hinaus. Die Vorderflügel sind schmal und lanzettlich und mit individuell unterschiedlichen Zeichnungen aus Linien und Punkten versehen. Die Hinterflügel sind gerade bis lanzettlich.
Bei den Männchen sind die Brachia ungleich lang, meistens ist das rechte Brachium deutlich länger. Die Valven sind lang und schmal. Die Valvellae sind stark asymmetrisch, die linke Valvella ist lang und mit fingerförmigen Fortsätzen versehen (digitat). Der Aedeagus ist ziemlich kurz und wird von einem sehr langen röhrenförmigen Anellus verdeckt. Das 7. Segment hat länglich rundliche Loben.
Bei den Weibchen sind die Apophyses posteriores anderthalb mal so lang wie die Apophyses posteriores. Das Sterigma ist oval oder länglich röhrenförmig. Der Ductus bursae ist lang und schmal. Das Corpus bursae ist oval und hat keine Signa.

## Verbreitung
Die Vertreter der Gattung Labdia sind hauptsächlich in der Orientalis und der Afrotropis beheimatet.

## Biologie
Die Raupen wurden an verschiedenen Pflanzen nachgewiesen, die Mehrheit lebt vermutlich von abgestorbenen Pflanzenteilen oder Detritus.

## Systematik
Die Typusart der Gattung ist Labdia deliciosella. Die folgende Artenliste basiert auf dem von Sinev 2002 erstellten World catalogue of cosmopterigid moths und wurde um weitere Arten aus aktuelleren Arbeiten ergänzt.
- Labdia acmostacta Meyrick, 1932 (Java)
- Labdia acroplecta (Meyrick, 1915) (Sri Lanka)
- Labdia aeolochorda Meyrick, 1927 (Samoa)
- Labdia albilineella (van Deventer, 1904) (Java)
- Labdia albimaculella (van Deventer, 1904) (Java)
- Labdia amphipterna (Meyrick, 1917) (Indien, Coorg)
- Labdia anarithma (Meyrick, 1889) (Neuseeland)
- Labdia ancylosema Turner, 1923 (Australien, Northern Territory)
- Labdia antenella Sinev & Park, 1994 (Südkorea)
- Labdia antinopa (Meyrick, 1917) (Sri Lanka)
- Labdia apenthes Turner, 1939 (Tasmanien)
- Labdia aphanogramma Meyrick, 1931 (Südindien)
- Labdia aprepes Bradley, 1961 (Salomon-Inseln)
- Labdia arachnitis (Meyrick, 1907) (Sri Lanka)
- Labdia aresta Turner, 1926 (Australien, Queensland)
- Labdia argophracta Turner, 1923 (Australien, Queensland)
- Labdia argyropla Meyrick, 1927 (Samoa)
- Labdia argyrostrepta (Meyrick, 1897) (Australien, New South Wales)
- Labdia argyrozona (Lower, 1904) (Australien, Queensland)
- Labdia arimaspia (Meyrick, 1897) (Australien, Tasmanien)
- Labdia auchmerodes Turner, 1939 (Tasmanien)
- Labdia autotoma (Meyrick, 1919) (Australien, Tasmanien)
- Labdia bathrosema (Meyrick, 1897) (Australien, Queensland)
- Labdia bicolorella (Snellen, 1901) (Java)
- Labdia bitabulata Meyrick, 1935 (Taiwan)
- Labdia bryomima (Meyrick, 1897) (Australien, New South Wales)
- Labdia calida Meyrick, 1921 (Fidschi)
- Labdia callibrocha (Meyrick, 1915) (Indien)
- Labdia callimitris (Meyrick, 1897) (Australien, New South Wales)
- Labdia calthula Turner, 1923 (Australien, Queensland)
- Labdia calypta Bradley, 1961 (Salomon-Inseln)
- Labdia camptosema (Meyrick, 1897) (Australien, Victoria)
- Labdia caroli Koster, 2008 (Indien, Kaschmir)
- Labdia catapneusta (Meyrick, 1917) (Sri Lanka)
- Labdia caudata (Meyrick, 1917) (Sri Lanka)
- Labdia caulota Meyrick, 1918 (Südafrika)
- Labdia cedrinopa Meyrick, 1928 (Neue Hebriden)
- Labdia ceraunia (Meyrick, 1897) (Australien, Queensland)
- Labdia chalcoplecta Turner, 1933 (Australien, Queensland)
- Labdia charisia (Meyrick, 1897) (Australien)
- Labdia chionopsamma (Meyrick, 1886) (Neuguinea)
- Labdia chryselecta (Meyrick, 1897) (Australien, Queensland)
- Labdia chrysophoenicea (Meyrick, 1897) (Australien, Queensland)
- Labdia chrysosoma Meyrick, 1928 (New Ireland)
- Labdia citracma Meyrick, 1915 (Indien)
- Labdia citroglypta Meyrick, 1928 (Neubritannien)
- Labdia clodiana Meyrick, 1927 (Neue Hebriden)
- Labdia clopaea (Meyrick, 1917) (Sri Lanka)
- Labdia clytemnestra Meyrick, 1923 (Fidschi)
- Labdia compar Meyrick, 1921 (Java)
- Labdia cosmangela Meyrick, 1923 (Australien, Queensland)
- Labdia cremasta (Meyrick, 1915) (Indien)
- Labdia croccocarpa Meyrick, 1928 (Neue Hebriden)
- Labdia crocotypa Turner, 1923 (Australien, Queensland)
- Labdia cyanodora Meyrick, 1935 (Indien)
- Labdia cyanogramma (Meyrick, 1897) (Australien, New South Wales)
- Labdia deianira Meyrick, 1927 (Samoa)
- Labdia deliciosella Walker, 1864 (Australien)
- Labdia dicarpa Meyrick, 1927 (Samoa)
- Labdia dicyanitis Meyrick, 1934 (Rapa Iti)
- Labdia diophanes Meyrick, 1928 (Simbabwe)
- Labdia dolomella Bradley, 1961 (Salomon-Inseln)
- Labdia drosophanes (Meyrick, 1921) (Indien)
- Labdia echioglossa Meyrick, 1928 (Malaiische Halbinsel)
- Labdia ejaculata Meyrick, 1921 (Australien, Queensland)
- Labdia embrochota (Meyrick, 1914) (Malawi)
- Labdia emphanopa Meyrick, 1922 (Indien)
- Labdia enclista (Meyrick, 1921) (Java)
- Labdia epimictis (Meyrick, 1897) (Australien, Victoria)
- Labdia erebopleura Meyrick, 1922 (Borneo, Kalimantan)
- Labdia eugrapta Meyrick, 1927 (Samoa)
- Labdia eumelaena (Meyrick, 1897) (Australien)
- Labdia faceta (Meyrick, 1917) (Indien, Sri Lanka)
- Labdia fasciella Sinev, 1993 (Russland, Region Primorje)
- Labdia fletcherella Bradley, 1951 (Indien)
- Labdia gastroptila Meyrick, 1931 (Indien)
- Labdia glaucoxantha Meyrick, 1921 (Australien, Queensland)
- Labdia gypsodelta Meyrick, 1927 (Samoa)
- Labdia halticopa Meyrick, 1927 (Samoa)
- Labdia hastifera Meyrick, 1920 (Fidschi)
- Labdia helena Meyrick, 1928 (New Ireland)
- Labdia hemidoma (Meyrick, 1897) (Australien)
- Labdia hexaspila Turner, 1923 (Australien, New South Wales)
- Labdia hieracha (Meyrick, 1897) (Australien, Queensland)
- Labdia holopetra Meyrick, 1927 (Samoa)
- Labdia ilarcha (Meyrick, 1911) (Seychellen)
- Labdia incompta (Meyrick, 1917) (Indien)
- Labdia internexa Meyrick, 1927 (Samoa)
- Labdia intuens Meyrick, 1923 (Fidschi)
- Labdia iolampra Meyrick, 1938 (China, Yunnan)
- Labdia ioxantha (Meyrick, 1915) (Sri Lanka)
- Labdia irigramma Meyrick, 1927 (Samoa)
- Labdia irimetalla Meyrick, 1933 (Zaire)
- Labdia irrigua (Meyrick, 1915) (Australien, Northern Territory)
- Labdia ischnotypa Turner, 1923 (Australien, Queensland)
- Labdia isomerista Bradley, 1961 (Salomon-Inseln)
- Labdia isozona (Meyrick, 1897) (Australien)
- Labdia issikii Kuroko, 1892 (Japan)
- Labdia leptomeris (Meyrick, 1897) (Australien)
- Labdia leptonoma Meyrick, 1927 (Samoa)
- Labdia leucatella (Snellen, 1901) (Java)
- Labdia leucombra (Meyrick, 1897), (Australien, Queensland)
- Labdia leuconota Turner, 1923 (Australien, Queensland)
- Labdia liolitha Meyrick, 1922 (Indien)
- Labdia loxoscia (Lower, 1923) (Australien, New South Wales)
- Labdia macrobela Meyrick, 1918 (Mosambik)
- Labdia microchalca Meyrick, 1921 (Australien, Queensland)
- Labdia microdictyas Meyrick, 1923 (Fidschi)
- Labdia microglena (Meyrick, 1915) (Sri Lanka)
- Labdia mitrophora Turner, 1923 (Australien, Queensland)
- Labdia molybdaula (Meyrick, 1915) (Indien)
- Labdia myrrhicoma (Meyrick, 1917) (Australien, Queensland)
- Labdia nesophora (Meyrick, 1897) (Australien)
- Labdia niphocera Turner, 1923 (Australien)
- Labdia niphostephes Turner, 1923 (Australien, Queensland)
- Labdia niphosticta (Meyrick, 1936) (Japan)
- Labdia niphoxantha Meyrick, 1930 (Indien)
- Labdia notochorda (Meyrick, 1907) (Sri Lanka)
- Labdia nutrix Meyrick, 1928 (Indien)
- Labdia ochrostephana Turner, 1923 (Australien)
- Labdia ochrotypa Bradley, 1961 (Salomon-Inseln)
- Labdia orthoschema Turner, 1923 (Australien)
- Labdia orthritis Meyrick, 1930 (Fidschi)
- Labdia oxycharis Meyrick, 1921 (Java)
- Labdia oxychlora Meyrick, 1932 (Sierra Leone)
- Labdia oxyleuca (Meyrick, 1915) (Sri Lanka)
- Labdia oxysema (Meyrick, 1897) (Australien, Queensland)
- Labdia oxytoma (Meyrick, 1897) (Australien, Tasmanien)
- Labdia pammeces Turner, 1923 (Australien, Queensland)
- Labdia pantopyrta Turner, 1923 (Australien, Queensland)
- Labdia paropis (Meyrick, 1915) (Sri Lanka)
- Labdia pentachrysis (Meyrick, 1931) (Java)
- Labdia petroxesta Meyrick, 1921 (Fidschi)
- Labdia phaeocala Turner, 1926 (Australien, Queensland)
- Labdia pileata (Meyrick, 1897) (Australien, North South Wales)
- Labdia planetopa (Meyrick, 1915) (Sri Lanka)
- Labdia promacha (Meyrick, 1897) (Australien, New South Wales)
- Labdia properans Meyrick, 1927 (Samoa)
- Labdia psarodes Bradley, 1961 (Salomon-Inseln)
- Labdia pyrrhota (Meyrick, 1915) (Sri Lanka)
- Labdia rationalis Meyrick, 1921 (Fidschi)
- Labdia redimita (Meyrick, 1917) (Indien)
- Labdia rhadinopis Turner, 1923 (Australien, Queensland)
- Labdia rhectaula Meyrick, 1927 (Samoa)
- Labdia rheocosticha Turner, 1923 (Australien, Queensland)
- Labdia saliens Meyrick, 1928 (Neue Hebriden)
- Labdia saponacea Meyrick, 1922 (Indien)
- Labdia sarcodryas Meyrick, 1922 (Indien)
- Labdia scenodoxa Meyrick, 1923 (Fidschi)
- Labdia schismatias (Meyrick, 1897) (Australien, Queensland)
- Labdia scoliosema (Meyrick, 1897) (Australien)
- Labdia selenopis (Meyrick, 1905) (Sri Lanka)
- Labdia semicoccinea (Stainton, 1859) (Indien)
- Labdia semnolitha Meyrick, 1928 (Neue Hebriden)
- Labdia sirenia (Meyrick, 1917) (Sri Lanka)
- Labdia sophista (Meyrick, 1917) (Sri Lanka)
- Labdia sphenoclina Meyrick, 1922 (Indien)
- Labdia spirocosma Meyrick, 1921 (Fidschi)
- Labdia stabilita (Meyrick, 1915) Indien
- Labdia stagmatophorella Sinev, 1993 (Russland, Region Primorje)
- Labdia stibogramma Meyrick, 1924 (Malaya)
- Labdia symbolias (Meyrick, 1906) (Australien, Queensland)
- Labdia terenopa (Meyrick, 1917) (Sri Lanka)
- Labdia thalamaula (Meyrick, 1915) (Australien, Queensland)
- Labdia thermophila (Lower, 1900) (Australien, New South Wales)
- Labdia torodoxa Meyrick, 1928 (Neue Hebriden)
- Labdia tribrachynta Meyrick, 1928 (Indien)
- Labdia trichaeola Meyrick, 1933 (Java)
- Labdia triploa Turner, 1923 (Australien, Queensland)
- Labdia trisema (Meyrick, 1897) (Tasmanien)
- Labdia tristoecha Turner, 1923 (Australien, Queensland)
- Labdia trivincta (Meyrick, 1897) (Australien, New South Wales)
- Labdia trixantha (Lower, 1920) (Australien, Queensland)
- Labdia xylinaula Meyrick, 1935 (Indien)
- Labdia zunobela Turner, 1923 (Australien, Queensland)

## Belege
1. 1 2 3 4  J. C. Koster, S. Yu. Sinev: Momphidae, Batrachedridae, Stathmopodidae, Agonoxenidae, Cosmopterigidae, Chrysopeleiidae. In: P. Huemer, O. Karsholt, L. Lyneborg (Hrsg.): Microlepidoptera of Europe. 1. Auflage. Band 5. Apollo Books, Stenstrup 2003, ISBN 87-88757-66-8, S. 122 (englisch).
2. ↑  S. Yu. Sinev (2002): World catalogue of cosmopterigid moths (Lepidoptera: Cosmopterigidae). Proceedings of the Zoological Institute, St. Petersburg, Band 293, Seite 121–134
3. ↑  J. C. Koster (2008): Notes on the Cosmopterigidae (Lepidoptera) of Afghanistan and Jammu & Kashmir, India with descriptions of two new species. Zoologishe mededelingen 82(1), Seite 91–102